# アイスランドの欧州連合加盟
この項ではアイスランドの欧州連合加盟（Iceland–European Union relations）について解説する。

## EU加盟申請

### 背景
欧州連合（EU）発足後、漁業への規制等を恐れ、EU加盟は慎重であった。しかし、2008年、世界的な金融危機（リーマン・ショック）の影響により通貨アイスランド・クローナが暴落。小国であるため、複数の政府閣僚らは対処が困難との見解を示し、EU加盟も視野に入れユーロの導入を行い欧州中央銀行という強力な後ろ盾を得る必要性について言及した。2008年12月7日の『朝日新聞』のインタビューでゲイル・ホルデ首相はEU加盟に前向きな発言をした。2009年1月、イギリスの『ガーディアン』紙は、アイスランドが近くEU加盟申請をした場合についてEU当局者が「金融危機の影響で国家経済が破綻状態に陥ったアイスランドのEU加盟手続きを優先して推進する方針を明らかにした」と報じた。さらに「クロアチアとともに2011年に加盟できるよう手続きを迅速化したい」とする欧州委員会レーンEU拡大担当委員らの発言を伝えた。

### 加盟申請まで
ホルデ首相率いる内閣は2009年1月に退陣し社会民主同盟のヨハンナ・シグルザルドッティル首相が就任した。ヨハンナ首相はEU加盟およびユーロ導入へかなり前向きな姿勢を示した。4 - 5月には総選挙が予定され、ヨハンナ首相は、EU加盟を掲げ選挙に臨み、勝利すれば早期に国民投票を行い賛成を得れば速やかに加盟申請をするとした。2009年4月に総選挙は行われ、結果、右派独立党の下野とともに社会民主同盟と左翼環境運動の左派連立政権が維持されることとなり、ヨハンナ首相の続投が決定した。しかし、連立を組む緑の党はEU加盟に反対の立場であり、野党でも独立党議会議員の定数63人中これらの政党が33議席を獲得し、僅差で加盟推進派が多数派となった。投開票が行われた4月25日の夜、ヨハンナ首相は「われわれの時代が来た」と勝利宣言し、そのうえで、EU加盟交渉をできる限り早く始める意向を改めて示した。2009年7月23日、アイスランドはEUに加盟申請をした。政府は約3年での加盟を目指すとした。アイスランドは欧州経済領域（EEA）にも参加するなどEUとの関係は元々強固であり、30分野以上にも及ぶアキ・コミュノテールも7割はその調整が完了していた。

### 加盟交渉開始
アイスランドのオッスル・スカルプヘイジンソン外相は「加盟交渉をマラソン（42.195キロメートル）に例えるなら40キロメートル地点にいる」と話す一方、「残りの2キロメートルがもっとも難しい」と話した。アイスランドの基幹産業である漁業界の存在が加盟への障壁になった。EUに加盟すると、漁獲量がEUによって制限される。アイスランドの豊かな漁場を他のEU加盟各国に明け渡すことにもなり、漁業界は激しく抵抗した。商業捕鯨の問題に関しては、英独仏など多くのEU加盟国がアイスランドに対して激しく抗議していた。さらに、こうした多くの課題を乗り越えたあと、国民投票という最大の関門が予定されていた。20世紀にデンマークから独立し、独立への思い、ナショナリズムは強く、EU加盟に抵抗感を持つ人も決して少なくない。与野党とも、世論を引きつけるため活発な活動を行った。2010年7月には加盟交渉を開始。2011年8月には、EU加盟の信を問う国民投票を2013年初めに行うと、スカルプヘイジンソン外相が同国テレビのインタビューに答えた。また外相は「われわれは交渉が力強い発表と次期議会選挙前の国民投票で締めくくられることを望む」と述べた。

### 加盟申請取り下げ
2013年4月に総選挙が実施され、EU加盟問題に関する国民投票の実施などを公約に掲げた進歩党と独立党が勝利し、両党による連立政権が誕生した。EU加盟に反対の立場を取る同政権は同年9月、加盟交渉を凍結した。2014年2月には、政府が選挙公約に従いEUへの加盟申請取り下げを決めたことに対し、首都レイキャビクで抗議デモが行われたが、政府は方針を変えなかった。結局2015年3月12日、スベインソン外相は加盟申請を取り下げると発表した。